# Trouble in Angel City
Trouble In Angel City è il terzo album dei Lion, uscito il 21 giugno 1989 per l'Etichetta discografica Grand Slamm Records.

## Tracce
1. Come On – 6:00
2. Lock Up Your Daughters (Slade Cover) – 3:36
3. Can't Stop The Rain – 3:43
4. Love Is A Lie – 4:44
5. Victims of Circumstance – 3:52
6. Stranger In The City – 5:18
7. Hungry For Love – 4:28
8. Hold On – 4:04
9. Lonely Girl – 1:42
10. Forgotten Sons – 5:47

## Formazione
- Kal Swan - voce
- Doug Aldrich - chitarra
- Jerry Best - basso
- Mark Edwards - batteria